# Sant Andrieu (Alps Marítims)
Sant Andrieu de la Ròca (en francès Saint-André-de-la-Roche) és un municipi francès situat al departament dels Alps Marítims i a la regió de Provença – Alps – Costa Blava.

## Demografia
| 1962                                       | 1968  | 1975  | 1982  | 1990  | 1999  | 2006  |
| ------------------------------------------ | ----- | ----- | ----- | ----- | ----- | ----- |
| 1.821                                      | 2.006 | 4.397 | 4.264 | 4.151 | 4.122 | 4.561 |
| Des de 1962: població sense dobles comptes |       |       |       |       |       |       |

## Administració
| Període | Identitat      | Partit |
| ------- | -------------- | ------ |
| 1971-   | Honoré Colomas | UMP    |

## Agermanaments
- Valperga